# Wes Ramsey
Wes Ramsey (Louisville, Kentucky, 6 de octubre de 1977) es un actor estadounidense conocido sobre todo por interpretar sus papeles televisivos como Christian Markelli en Latter Days y Wyatt Halliwell en Charmed y la película dramática últimos Días (película)

## Biografía
Comenzó a actuar en el Teatro Walden cuando era muy joven y creció en el mundo mágico de narración y ficción. Su amor por el teatro nació en Nueva York donde siguió aprendiendo y estudiando en la Escuela Juilliard. Terminó la carrera en 2000 con un BFA como un miembro del grupo veintinueve para pasar por la división de Drama.
Desde entonces ha disfrutado trabajando sobre el Drama "Dirigiendo la Luz", en la serie Charmed, " CSI: Miami", la serie en Fox "Luis" y ha acertado participando en varias películas independientes incluyendo "Latter Days" (Últimos días) que fue un precursor y catalizador del movimiento reciente en la ampliación del conocimiento sexual en el cine.
Wes sigue viajando y jugando al tenis siempre que puede. Espera con impaciencia la aparición de varias películas próximas como: "Luna de miel oscura", "Hermandad de Sangre" y "el Invitado de Dracula" de Bram Stoker.
Actualmente reside en Los Ángeles.
En 2013, apareció en el capítulo 12 "Walking on a Dream" de la novena temporada de Grey´s Anatomy como un paciente que tiene una relación muy cercana a su hermana y que es la primera operación después de la cirugía en la mano del Dr. Shepard.

## Vida personal
Asistió a la escuela de teatro Escuela Juilliard como miembro del grupo 29 1996-2000 que también incluyó a Morena Baccarin y a Glenn Howerton.

## Series
| Año            | Título                              | Año                    | Notas                               |
| -------------- | ----------------------------------- | ---------------------- | ----------------------------------- |
| 2000-2004/2008 | Guiding Light                       | Sam Spencer            | Paper Regula/ Invitado              |
| 2003           | Luis serie de televisión            | Greg                   | Rol principal                       |
| 2003           | CSI: Miami                          | Kip Martin             | Episodio: "Vacaciones de Primavera" |
| 2003-2006      | Embrujadas                          | Wyat Halliwell         | Papel Recurrente; 5 episodios       |
| 2007           | Reinado de las gárgolas             | Will 'Ace' McCallister | Película de televisión              |
| 2009           | Days of Our Lives                   | Owen Kent              | Papel recurrente, 19 episodios      |
| 2009           | Héroes                              | Roy                    | 2 episodios                         |
| 2009           | El viaje inmortal del Capitán Drake | Peter Easton           | Película de televisión              |
| 2009-2012      | CSI: Miami                          | Dave Benton            | Papel recurrente, 25 episodios      |
| 2010           | Casa MD                             | Millas                 | 1 episodio                          |
| 2010           | The Event                           | Greg Kevin             | 2 episodios                         |
| 2010           | CSI: Nueva York                     | Dave Benton            | 1 episodio                          |
| 2010-2014      | Venice: The series                  | Van                    | Papel recurrente                    |
| 2011           | El club de playboy                  | Max                    | Papel principal, 7 episodios        |
| 2013           | El mentalista                       | Charlie                | Episodio: "Boda en Rojo"            |
| 2013           | Castle                              | John Henson            | Episodio: De tal palo tal astilla   |
| 2014           | Pequeñas mentirosas (serie)         | Jesse Lindahl          | 2 episodios                         |
| 2014           | Acosador serie                      | Jason Walker           | Episodio: "Loco por ti"             |
| 2014           | Arroyo de liberación                | Nate                   | Película de televisión              |
| 2017- presente | General Hospital                    | Peter August           | Papel regular                       |

## Teatro
- 2007-2008 Tanto como puedas
- 2012 Notas de Gracia y Yunques